# Andski tinamu
Andski tinamu (lat. Nothoprocta pentlandii) je vrsta ptice iz roda Nothoprocta iz reda tinamuovki. Živi u grmovitim staništima na visokoj nadmorskoj visini u Andama u Južnoj Americi. 

## Opis
Prosječno je dug oko 25.5-30 centimetara. Težak je oko 260-325 grama. Gornji dijelovi su sivkasto-smeđe do maslinasto-smeđe boje, s crnkastim i bjelkastim prugama. Prsa su siva, s bijelim ili smećkasto-žutim pjegicama. Trbuh je bjelkast ili smećkasto-žut. Kukma je crna. Noge su žute. 

## Taksonomija
Andski tinamu ima sedam podvrsta. To su:
- N. pentlandii pentlandii, nominativna podvrsta, živi u Andama zapadne Bolivije, sjeverozapadne Argentine i sjevernog Čilea.
- N. pentlandii ambigua živi u Andama južnog Ekvadora i sjeverozapadnog Perua.
- N. pentlandii oustaletiživi u središnjem i južnom Peruu.
- N. pentlandii niethammeri živi na obali središnjeg Perua.
- N. pentlandii fulvescens živi u Andama jugoistočnog Perua.
- N. pentlandii doeringi živi u Argentini.
- N. pentlandii mendozae živi u Andama na zapadu središnjeg dijela Argentine.

## Vanjske poveznice
|  | Zajednički poslužitelj ima još gradiva o temi Nothoprocta pentlandii |
|  | Wikivrste imaju podatke o taksonu Nothoprocta pentlandii             |